# Diatòmids
Els diatòmids (Diatomyidae) són una família de rosegadors histricomorfs originaris d'Àsia. Actualment estan representats per una única espècie vivent, la rata de roca laosiana.
Abans del descobriment de Laonastes el 2005, la família només era coneguda a partir de fòssils.